# Emiliano Zapata
Pour les articles homonymes, voir Emiliano Zapata (homonymie).
Emiliano Zapata Salazar dit El Caudillo del Sur (8 août 1879 – 10 avril 1919) est l'un des principaux acteurs de la révolution mexicaine de 1910 puis de la guerre civile qui suivit ; son élimination, alors que son influence est déjà limitée, rentre dans le processus qui aboutira à la fin de cette guerre civile l'année suivante.
Le but de son combat ne fut pas des idéaux abstraits tels que la liberté ou la démocratie, mais la restitution des propriétés collectives des villages instituées durant la période coloniale et qui furent confisquées et nationalisées par les libéraux en vertu des Lois de Réforme puis vendues par l'État aux grands propriétaires terriens et à des investisseurs étrangers, à son village natal (San Miguel Anenecuilco, dans l'État mexicain de Morelos), et par extension (voir points 6 et 7 du plan d'Ayala) de restituer les terres de tous les autres villages du pays qui avaient la propriété collective au temps de la colonie espagnole mais dont les titres de propriété n'étaient plus reconnus par la Constitution de 1857 promulguée par Benito Juárez.

## Origines et antécédents
Emiliano Zapata est né à Anenecuilco (qui est alors nommé Nenecuilco, ou San Miguel Nenecuilco) un village de la municipalité d'Ayala au Morelos, petit État situé à 86 kilomètres au sud de la capitale et peuplé en 1910 de 180 000 habitants qui représente alors 1,2 % de la population du pays. Avant-dernier enfant de Gabriel Zapata et de Cleofas Salazar, il a neuf frères et sœurs : Pedro, Celsa, Loreto, Eufemio Zapata (es), Romana, María de Jesús, María de la Luz, Jovita et Matilde. Il suit des cours à l'école primaire d'Anenecuilco, où il acquiert des rudiments de calcul et d'écriture, mais n'ira jamais plus loin dans l'instruction. Son père meurt lorsqu'il a 17 ans.
La famille de Zapata a atteint un certain niveau d'aisance, elle possède ses propres terres. Le capital personnel d'Emiliano Zapata en 1910 est évalué à 3 000 pesos-or soit 7 745 francs-or, une somme considérable, le revenu d'un ouvrier agricole au Mexique étant en 1908 de 31,6 centavos (centimes) par jour,. Cette somme de 3 000 pesos représente 2,25 kg d'or (Le peso mexicain à l'époque contient exactement 0,75 g d'or pur). Zapata travaille dans la petite entreprise de transport de matériaux de construction qu'il a fondée et cultive les terres qui lui appartiennent. Il confie un jour que l'un des plus beaux jours de sa vie est quand il a vendu pour 500 ou 600 pesos sa récolte de pastèques,.
Zapata est un homme toujours bien habillé, vêtu comme l'exige la classe sociale à laquelle il appartient, il s'agit d'être respecté en apparaissant en public. Il ne porte jamais le costume traditionnel des villageois (calzón) ni l'habituel sombrero de paille. Il veille toujours à ne jamais être vêtu qu'en charro, ce qui coûte très cher ; il n'existe aucune photographie de lui habillé autrement. Son attrait pour les beaux vêtements le fait plutôt ressembler aux hacendados bien que ceux-ci affectionnent une mode plus européenne.
Apprécié et respecté des habitants d'Anenecuilco, Emiliano Zapata alors âgé de trente ans accède à la tête du « comité de défense », un poste qui fait de lui un défenseur des intérêts de son village. Les générations précédentes sont « porfiristas » (partisanes de Díaz).
Emiliano Zapata se « marie » au moins 27 fois, son dernier mariage étant le seul qui prend des apparences de légalité. Les femmes les plus connues avec qui il se marie sont : Inés Alfaro Aguilar, Josefa Espejo Merino (Sánchez), Margarita Sáenz Ugalde, Petra Portillo Torres (dont la fille qu'elle a avec Zapata, Ana María, est députée fédérale et reçoit Charles de Gaulle lors de sa visite au Mexique), María de Jesús Pérez Caballero, Georgina Piñeiro, Gregoria Zuñiga, Luz Zuñiga, Agapita Sánchez, Matilde Vázquez. Il s'entoure en outre d'une espèce de harem, composé de femmes blanches, métisses et indigènes dont il a au moins quinze enfants recensés officiellement et cela de neuf femmes différentes. Il a l'habitude de porter deux gros revolvers et une machette, outil agricole qui lui sert aussi bien à corriger ses enfants, qu'à battre ses femmes ou faire sauter une tête,.

## À la veille de la révolution

### Contexte
Après le départ de Santa Anna en 1855 une nouvelle constitution est promulguée en 1857 par le congrès de prédominance juariste.
Après une guerre de trois ans contre les conservateurs (1858-1860) dite guerre de réforme, les libéraux (juaristes) promulguent des lois de nationalisation des biens ecclésiastiques qui dépouillent l'Église catholique de ses terres en application des Lois de Réforme et de la Loi Lerdo (es). L'intervention européenne de l'hiver 1861-62 aboutit à la mise en place en 1863 de Maximilien comme Empereur du Mexique, mais il ne réussira jamais à juguler les juaristes que les États-Unis soutiennent. Maximilien fait publier un décret qui reconnaît la personnalité juridique des villages pour défendre leurs intérêts et exige la restitution de leurs terres. Le 16 septembre 1866 il fait publier une loi agraire qui parle de restitution et de dotation de terres et qui, en son essence, est en avance de 50 ans sur la Constitution de 1917. Cette loi ne dura pas plus longtemps que le Second Empire mexicain. Incidemment, Maximilien protège personnellement une de ses maîtresses indigènes habitant non loin d'Anenecuilco, le village de Zapata.
Dès 1867, les milieux juaristes libéraux mettent en œuvre la nationalisation des terres qui étaient propriété de l'église ainsi que celles propriétés collectives des villages dont les titres  datant de la colonisation espagnole ne sont pas reconnus par la Constitution de 1857, l'Etat les vend alors aux plus offrants : les grands propriétaires terriens qui remplacent les anciennes cultures vivrières par des cultures rentables destinées parfois à l' exportation, principalement la canne à sucre.
En juin 1874, José Zapata, « gouverneur » d'Anenecuilco et natif de Mapaztlán, écrit à Porfirio Díaz : « Les plantations de canne à sucre sont comme une maladie maligne qui s'étend et détruit, et fait disparaître tout pour prendre possession de terres et encore de terres avec une soif insatiable. »
En 1910, le Mexique compte officiellement 15 160 369 habitants dont 80 % vivent à la campagne. Le Mexique est alors gouverné par le général Porfirio Díaz qui avait accédé au pouvoir en 1876. Des élections doivent avoir lieu en 1910, Díaz se représente. Certains hommes politiques, vu le grand âge de celui-ci et la lassitude engendrée par une si longue période de pouvoir, tentent leur chance, à l'instar de Francisco I. Madero, le plus connu d'entre eux, en qui les hommes politiques américains voient un successeur plus docile que Díaz,.

### Zapata s’engage dans la lutte
Le premier acte politique de Zapata consiste à soutenir, en 1909, un candidat indépendant, Patricio Leyva, au poste de gouverneur au Morelos. En septembre de la même année, il est élu président du comité de défense (junta de defensa en espagnol) du village d'Anenecuilco (une sorte de « calpuleque », chef de village dans la lignée de la tradition préhispanique), ce qui lui permet de parler au nom de tous. Il a pour fonction de répartir chaque année les terres du village, de répartir les récoltes, il doit être d'une intégrité absolue et jouit ainsi de la confiance de tous. Il commence par établir grâce à des actes datant de la colonie espagnole les droits des paysans sur des terrains objets de disputes.
En janvier 1910, Zapata est mis en prison trois jours sous prétexte d'ébriété publique, mais en réalité pour l'obliger à faire son service militaire. Il est conscrit le 11 février 1910 au 9e régiment de cavalerie à Cuernavaca et placé sous les ordres du colonel Bouquet. Il est démobilisé le 29 mars 1910, grâce à l'intervention d'Ignacio de la Torre y Mier (es) beau-fils de don Porfirio Díaz (il a épousé Amada Díaz (es) le 16 janvier 1888). Il a le grade de soldat. Contrairement à une légende Zapata n'a pas servi en 1908 sous les ordres de Pablo Escandón y Barrón .
Au printemps 1910, les habitants d'Anenecuilco, inquiets de ne pas pouvoir cultiver des terres dont la possession leur est contestée par la hacienda El Hospital, s'adressent aux autorités, qui les éconduisent. Après son retour au village, Zapata et quatre-vingts hommes finissent par occuper les parcelles contestées. À partir de ce moment, sa réputation commence à s'étendre.
Il s'implique dans la lutte des villageois pour récupérer les terres vendues par l'Etat. Il supervise alors la restitution pacifique et contre indemnisation (en conformité avec le plan de Ayala) des terres de certaines haciendas à leurs anciens propriétaires. En mai 1910, il prend par la force des terres à Villa de Ayala. Il est alors acteur de nombreux conflits opposant les villageois entre eux, aux propriétaires souvent absents, aux gérants des haciendas et des planteurs de canne à sucre, à propos de l'accaparement des terres des villages et est témoin des brutalités commises par le Cuerpo de Policía Rural (es), police fondée par Benito Juárez pour assurer l'ordre dans les campagnes dont les membres sont pour la plupart originaires de la région où ils opèrent.
Durant de nombreuses années, il milite avec persévérance pour les droits des villageois. Puis, il essaye de convaincre le gouverneur de l'État de rendre les terres à leurs anciens propriétaires, mais irrité par l'inertie dont font preuve les autorités et par celle des tribunaux de la République qui ne reconnaissent pas les titres de propriété datant des rois d'Espagne, il s'arme pour prendre possession des terres disputées.
Francisco I. Madero,dont la famille est l'une des plus riches et puissante du pays, ainsi que d'autres candidats, se présentent aux élections présidentielles de 1910 (es), Zapata lui fait allégeance car Madero est un démocrate libéral et son programme annonce une démocratisation de la vie politique dans le pays.

## Révolution

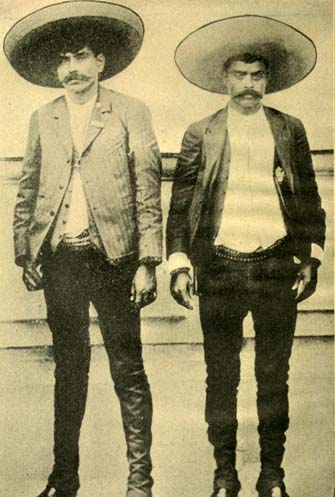
Eufemio et Emiliano Zapata.

### De l'aube de la révolution à la chute de Porfirio Diaz
Au niveau national, le 20 novembre 1910 marque le début d'une insurrection lancée par Francisco I. Madero contre le président Porfirio Díaz. Dans le nord du pays, des groupes de guérilleros engagent la lutte contre les troupes gouvernementales. Les habitants du village d'Anenecuilco commencent à discuter du plan de San Luis[réf. nécessaire], dont un point, même s'il est fort vague, évoque la restitution de terres aux villageois spoliés.
Le Morelos se tient d'abord à l'écart du mouvement, se contentant d'envoyer à Madero un émissaire chargé de s'enquérir de ses intentions. En février 1911, un vétéran de la guerre contre l'Expédition du Mexique, Gabriel Tepepa (es) lance à Tlaquiltenango (es) une des premières attaques contre les forces gouvernementales au Morelos.
Le 10 mars, le général Pablo Torres Burgos (es) de retour de San Antonio (où il avait rencontré Madero et fut nommé chef du mouvement maderiste pour le Morelos), un cousin de Zapata, Rafael Merino et Emiliano Zapata en personne se rassemblent avec quelques partisans sur la place de Villa de Ayala et passent ouvertement à l'action. Le plan de San Luis Potosi est lu et le petit groupe s'empare de la localité de Jojutla. Le pillage de commerces tenus par des Espagnols entraîne la réprobation de Torres Burgos, qui se retire. Il est tué le lendemain par les troupes fédérales. Après sa mort, Zapata, qui n'est encore qu'un chef révolutionnaire parmi d'autres, occupe la première place et est désigné « chef suprême du mouvement révolutionnaire du Sud » (il faut entendre par là du sud de la ville de Mexico, où se situe le petit État de Morelos et non de l'ensemble du sud du pays).
En avril 1911, Zapata est reconnu comme le chef du mouvement maderiste au Morelos, avec le titre de général de l'Ejército Libertador del Sur (armée libératrice du Sud) , au même titre qu'Ambrosio Figueroa Mata (es), un chef antiréélectionniste de l'État voisin de Guerrero, avec lequel il a conclu un accord. En mai, Zapata attaque la ville de Cuautla, qui occupe une position stratégique. Il faut six jours de combats sanglants pour prendre la ville défendue par une unité d'élite, le « cinquième régiment d'or ». Entre-temps la situation a évolué en faveur des révolutionnaires partisans de Madero au Chihuahua et le 26 mai, après le départ de Diaz, León de la Barra devient président intérimaire du Mexique, ouvrant une période de transition en attendant des élections, dont Francisco I. Madero serait sans doute le vainqueur.

### Zapata et Madero: des relations difficiles
La période transitoire se révèle désastreuse pour Zapata. Après la prise de Cuautla, il pouvait se croire en position de force au Morelos et espérer devenir gouverneur de l'État. La désillusion est amère : après le départ de Porfirio Diaz, profitant de la transition, de nombreux porfiristes continuèrent à occuper des positions importantes tandis que les planteurs relèvent la tête et font nommer gouverneur Juan Carreon, qui leur est acquis. Le nouveau président intérimaire, León de la Barra, est hostile à Zapata et la famille Figuerroa conclut un accord avec Patricio Leyva, mettant Zapata politiquement hors-jeu.
Le 8 juin 1911, Zapata, qui attend beaucoup de Madero, le rencontre à Mexico. Ils discutent de la restitution des terres aux villageois, sans que Zapata obtienne autre chose que de vagues promesses. Madero évoque également un problème qui allait assombrir leurs relations, la démobilisation des troupes révolutionnaires. La visite de Madero à Cuernavaca, la capitale de l'État, le 12 juin, n'arrange rien : il prête l'oreille aux plaintes des planteurs tandis que Zapata commet l'erreur de boycotter la visite. Il obtient néanmoins le poste de chef de la police du Morelos mais doit superviser le début de la démobilisation de ses propres troupes. La situation se dégrade davantage lorsque Zapata saisit un lot d'armes que le gouverneur lui a refusé pour sa police. Le 20 juin, par souci de conciliation, Zapata renonce au poste de chef de police. Les conservateurs – et ses opposants en général – ont surnommé Zapata « l'Attila du Sud », la presse de la capitale (El Imparcial du 20 juin 1911) le qualifie, elle, d'« Attila moderne ».
La situation demeure donc très crispée. En août, des troupes fédérales, commandées par le brigadier général Victoriano Huerta, un indigène huichol réputé pour son efficacité mais haï pour sa brutalité, pénètrent au Morelos. Madero tente de calmer le jeu en se rendant sur place où il rencontre à nouveau Zapata, qu'il appelle son général le plus intègre, et obtient de lui un accord prévoyant la démobilisation des dernières forces zapatistes et le retrait des troupes fédérales. S'ensuivit une période de tractations avec le gouvernement provisoire de León de la barra, dont les deux hommes sortent dupés. Ils se heurtent à la mauvaise foi de Huerta, qui n'attendait qu'un prétexte pour en terminer avec Zapata. Le 31 août, Huerta marche sur Cuautla. Le lendemain, Zapata échappe de peu à la capture dans une hacienda.
Il reprit le combat rapidement. Les recrues affluent et en octobre, ses troupes, qui opèrent également en dehors du Morelos, s'avancent jusqu'à 25 km du centre de la capitale. Huerta est remplacé à la tête des troupes fédérales au Morelos. L'élection triomphale de Madero à la présidence le 6 novembre 1911 ne modifie pas la situation. Il se montre intransigeant et exige officiellement que Zapata dépose les armes sans conditions. La guerre reprit et à la fin du mois de novembre, Zapata et ses commandants, réunis à Ayoxustla, rendent public le 28 novembre 1911 un document qui devient célèbre sous le nom de « plan d'Ayala » (dont Dolores Jiménez y Muro est l'autrice la première partie) et qui consacre sa rupture avec Madero. Non seulement ce dernier a déçu Zapata en tant qu'individu, mais sa position timide sur la réforme foncière ne satisfait pas le chef du Morelos et ses partisans comme le montre l'article 14 du plan d'Ayala :
« Si le président Madero et autres éléments dictatoriaux du régime actuel et passé désirent éviter les immenses infortunes qui affligent la patrie et s'ils possèdent de vrais sentiments d'amour envers elle, qu'ils renoncent immédiatement aux postes qu'ils occupent et par là, ils étancheront un peu les graves blessures qu'ils ont ouvertes au sein de la patrie, car s'ils ne le font pas, le sang et l'anathème de nos frères retomberont sur leurs têtes. »
Le plan d'Ayala (cosigné par Zapata et de nombreux autres officiers), dont le mot d'ordre était « Libertad, justicia y ley » en 1911, est légèrement modifié en 1915 pour devenir « Reforma, libertad, justicia y ley » et reste inchangé jusqu'à la mort de Zapata. Il faut relever que ce plan ne demande la nationalisation et l'expropriation que des deux tiers des terres des grandes propriétés foncières et que, sur le plan extérieur, il n'a aucune référence ni appel à l'internationalisme révolutionnaire, c'est plutôt dans un retour aux passés colonial et préhispanique vus comme des âges d'or qu'il faut chercher la particularité du mouvement zapatiste.
En décembre 1911, lorsque des émissaires de Madero pressentent Zapata, la seule proposition qu'ils peuvent lui faire est de garantir sa sécurité s'il s'exile. Furieux, Zapata répond en accusant Madero d'être l'homme le plus inconstant et le plus indécis qu'il ait jamais connu, et en le traitant de traître, comme il l'a déjà fait dans le plan d'Ayala, ajoutant qu'il viendrait le pendre à l'un des plus grands arbres du parc du château de Chapultepec à Mexico. La rupture entre les deux hommes est définitivement consommée.

### Zapata contre Huerta
En février 1913 eut lieu un coup d'État militaire, connu sous le nom de Décade tragique, c'est-à-dire les dix jours tragiques, au cours duquel le président Madero, ainsi que le vice-président Pino Suárez furent démis et assassinés sur ordre de Victoriano Huerta, qui devint président.
Dans le nord du pays, l'opposition à Huerta s'organisait avec Venustiano Carranza, qui s'était proclamé primer jefe de la révolution, et avec la division del Norte, dirigée par Pancho Villa, composée principalement des partisans de Madero encadrés par des anciens militaires de carrière de l'armée fédérale formés dans les meilleures écoles européennes, dont le général Felipe Ángeles. De son côté, Zapata n'avait aucune raison de renoncer à son objectif de récupération des terres villageoises selon le plan de Ayala. Il le réaffirma dans deux communiqués, le 2 et le 4 mars 1913. Il poursuivit la guérilla dans le Morelos et fit exécuter les émissaires que lui avait envoyés Victoriano Huerta. Ce dernier confia la répression au Morelos au général Juvencio Robles. Robles sema la terreur, regroupant les villageois dans les grandes villes et incorporant de force dans l'armée fédérale les hommes en âge de porter les armes. Le 30 mai 1913, Zapata institua une junte de six membres, dont il était le président et le commandant en chef. En août 1913, face à une offensive de Robles qui s'empara de son quartier-général à Huautla, Zapata poursuivit la lutte dans les États voisins de Puebla et du Guerrero. Le limogeage de Robles n'améliora pas la situation de Huerta. Le 24 mars 1914, Zapata s'empara de la ville de Chilpancingo, capitale de l'État de Guerrero.
Les zapatistes, confrontés à un problème récurrent, le manque de munitions, durent ralentir leurs opérations. Ce n'est qu'en mai qu'ils purent s'attaquer aux deux dernières grandes villes du Morelos tenues par les fédéraux : Jojutla tomba en mai, tandis que Cuernavaca, trop bien défendue, fut encerclée. Zapata avança alors vers le District fédéral. Le président Huerta, en difficulté face aux révolutionnaires du nord, tenta de négocier avec Zapata, qui demeura inflexible.[réf. nécessaire]
Finalement, le 15 juillet 1914, Huerta qui n'avait pas obtenu le soutien des États-Unis, alors favorables a Pancho Villa et incapable de faire face à la fois dans le nord et au Morelos, abandonna la présidence et quitta le pays.
Des dissensions apparurent rapidement entre les différentes factions révolutionnaires, carrancistes, villistes et zapatistes. Francisco Carbajal, qui assurait la présidence par intérim, essaya de négocier un transfert de pouvoir avec Pancho Villa, qui refusa, puis avec Emiliano Zapata, en échange de la reconnaissance du plan d'Ayala. Mais Zapata, qui avait atteint les faubourgs de Mexico, rejeta également cette proposition. Le 12 août, Carbajal quitta le Mexique à son tour. Le 13, à Teoloyucan, le général carranciste Obregón rencontra Eduardo Iturbide, le gouverneur de Mexico et accepta la reddition de la ville. Une des clauses de l'accord prévoyait que les troupes fédérales occuperaient leurs positions face aux zapatistes jusqu'à l'arrivée des troupes constitutionnalistes. Obregón fit son entrée à Mexico le 15.
Pendant plusieurs mois la diplomatie américaine avait essayé de rapprocher les partisans de Zapata avec les constitutionnalistes de Carranza. Le 2 août 1914 Zapata avait essayé d'attirer l'attention des États-Unis dans une longue lettre ouverte au président Wilson dans laquelle il condamnait « Monsieur Venustiano Carranza et sa clique de politiciens ambitieux ». Deux jours plus tard, dans une lettre à Villa, il dit que le moment était venu d'établir un gouvernement provisoire formé de chefs révolutionnaires. Au cas où Carranza agirait dans un autre sens, Zapata assura qu'il disposait de 70 000 hommes armés de fusils Mauser ; en réalité, Zapata ne disposa jamais de plus de 28 000 hommes qui n'étaient pas tous aussi bien armés.

### Convention d'Aguascalientes et conséquences
Face aux risques de heurts entre carrancistes et villistes après la défaite de Huerta, les révolutionnaires convinrent de se réunir. La Convention d'Aguascalientes commença ses travaux le 10 octobre 1914. Elle se déclara souveraine. On peut grosso modo diviser les participants en trois groupes : les villistes, les carrancistes et les « indépendants », bien qu'aucun des trois ne soit vraiment homogène. Ce sont les « indépendants » qui émirent l'idée d'inviter à la convention des représentants zapatistes. Felipe Ángeles fut chargé de se rendre au Morelos et de convaincre Zapata. Bien que Zapata eût initialement montré quelques réticences, le 22 octobre, il finit par envoyer à Aguascalientes un groupe d'intellectuels zapatistes, dirigés par Paulino Martinez et Díaz Soto y Gama. Avant de se rendre à Aguascalientes, ils allèrent s'entretenir avec les conseillers de Villa. Le 27, Martinez et Díaz Soto y Gama prirent la parole à la Convention. Dans un discours improvisé, Soto y Gama y provoqua un scandale qui mit sa vie en danger, incident connu sous le nom d'Incidente de La Bandera (es) en refusant de signer sur le drapeau national, ce qui provoqua la colère et l'indignation de l'assistance. Les choses se calmèrent et, le 28, les zapatistes convainquirent les autres délégués d'adopter tacitement les points 4, 6, 7, 8 et 9 du plan d'Ayala. Zapata, fort circonspect, ne voulut pourtant pas s'engager avant l'exclusion de Carranza. Le 1er novembre 1914, Eulalio Gutiérrez fut élu président provisoire par la Convention. Carranza, qui avait déployé en vain des manœuvres dilatoires et entendait soumettre sa démission à certaines conditions, quitta Mexico le 2 novembre. Il finit par être déclaré rebelle par la convention le 10 novembre. La rupture entre les dirigeants révolutionnaires était consommée. Le mouvement était maintenant divisé en « constitutionnalistes » et en « conventionnistes ». Ce même 10 novembre, Villa écrivit à Zapata que « maintenant était venue l'heure des hostilités… » , un combat où, selon un des biographes de Zapata, les gens du Morelos « n'avaient pas d'intérêt ».

### Zapata face aux partisans de Carranza
Peu après, Carranza prit la tête du nouveau gouvernement révolutionnaire dit « gobierno constitucionalista ». Avec Álvaro Obregón qui était un fidèle de Venustiano Carranza, ils avaient vaincu Pancho Villa, dont les approvisionnements en armes et munitions n'étaient plus assurés par les États-Unis.
En désaccord avec les zapatistes, ce gouvernement, bien qu'issu de la révolution, mena alors une guerre à outrance contre eux. Les habitants de l'état de Morelos en furent les victimes et inventèrent le verbe carrancear qui pour eux voulait dire « détruire, violer, piller ». Les zapatistes, néanmoins, restèrent mobilisés, mais perdirent peu à peu leur force. 
Ils durent aussi lutter contre les bataillons rouges de la milice ouvrière anarchosyndicaliste de la Casa del Obrero Mundial (es) que Venustiano Carranza avait envoyés contre eux.
Zapata craignait aussi que la politique neutre de Carranza pendant la Première Guerre mondiale, dont le volet pétrolier avait plutôt favorisé les intérêts allemands, ait — selon ses propres termes — « offensé le capital français et britannique », ou qu'il ne fâchât les États-Unis. Il tenta de se concilier l'opinion publique de ce pays en publiant une lettre écrite avec Francisco Vásquez Gómez où il dénonce les idées socialistes enragées de zapatistes comme Palafox et se déclare en faveur de l'esprit d'entreprise dans tous les secteurs économiques sauf pour les monopoles qui constituent une menace pour le libre jeu des forces sociales.
Le gouvernement constitutionnaliste de Carranza ne trouva pas d'autre moyen que la trahison pour éliminer Zapata, l'espérant surtout de la part de zapatistes repentis. Il essaya également d'éloigner les autres chefs de l'armée zapatiste, mais aucune proposition n'eut de succès. Zapata fut accusé d'être sanguinaire et d'avoir fait exécuter d'autres rebelles avec qui il eut des différends, ses ennemis et des militaires prisonniers ; on lui reproche les victimes innocentes d'attentats contre les trains. En réalité il fut sans doute moins cruel que Carranza ou Villa et que d'autres acteurs de la guerre civile. Il lui fut également difficile de contrôler tous les faits et gestes de ceux qui se réclamaient de lui.
Pendant l'occupation de la ville de Mexico par la Convention représentée militairement par les forces de Zapata, des pièces de monnaie de 1 et 2 centavos en bronze furent frappées durant le mois de juillet 1915, identiques à celles circulant alors mais de plus petit module. Cette monnaie fut déclarée illégale en septembre 1916 par les institutionnalistes (Carranza) qui avaient chassé de la ville les conventionistes Les forces de Zapata (qui tenait à ce que les gens aient des moyens d'échange, car le numéraire national en argent métal et en or avait été thésaurisé par la population) émirent dans leurs zones d'influence de la monnaie de cuivre, des billets de banque de circulation forcée et aussi de la monnaie portant le slogan du plan d'Ayala « reforma, libertad, justicia y ley » qui fut plus appréciée car en argent.

## Plan d'Ayala
Citation complète :
« Plan libérateur des fils de l'État de Morelos affiliés à l'armée insurgée qui défend l'accomplissement du plan de San Luis, avec les réformes qu'il a cru bon d'ajouter pour le bien de la Patrie mexicaine.

Nous soussignés, constitués en junte révolutionnaire pour soutenir et réaliser les promesses que la révolution de 20 novembre 1910 dernier a faites au pays, déclarons solennellement à la face du monde civilisé qui nous juge et devant la nation à laquelle nous appartenons et que nous aimons, les propos que nous avons formulés pour en finir avec la tyrannie qui nous opprime et sauver la patrie des dictatures qu'on nous impose, lesquels sont exposés dans le plan suivant :
1. Attendu que le peuple mexicain, commandé par Don Francisco I. Madero, est allé verser son sang pour reconquérir les libertés et revendiquer ses droits et non pour qu'un homme s'empare du pouvoir, bafouant les principes sacrés qu'il a juré de défendre sous la devise « suffrage effectif - pas de réélection » outrageant ainsi la foi, la cause, la justice et les libertés du peuple ; attendu que cet homme auquel nous nous référons est Don Francisco I. Madero, celui-là même qui a commencé la révolution précitée, qui imposa par norme gouvernementale sa volonté et son influence au gouvernement provisoire de l'ex-président de la République Lic. Francisco de La Barra, causant par cet effet des effusions de sang répétées et des malheurs multiples à la patrie, de manière dissimulée et ridicule, n'ayant pas d'autre visée que de satisfaire ses ambitions personnelles, ses instincts démesurés de tyran et sa désobéissance aux lois préexistantes émanées du code immortel de 1857 écrit avec le sang révolutionnaire d'Ayutla.

Attendu que le prétendu chef de la révolution libératrice du Mexique, Don Francisco I. Madero, par manque d'intégrité et par la plus grande faiblesse, n'a pas mené à une fin heureuse la révolution qu'il a glorieusement commencée avec l'appui de Dieu et du peuple, puisqu'il a laissé debout la majorité des pouvoirs dirigeants et les éléments corrompus du gouvernement dictatorial de Diaz qui ne sont ni ne peuvent être en aucune manière la représentation de la souveraineté nationale et qui, étant nos plus âpres adversaires ainsi que ceux des principes qu'aujourd'hui même nous défendons, provoquent l'inconfort du pays et ouvrent de nouvelles blessures au sein de la patrie pour lui donner son propre sang à boire ; attendu que le susmentionné Don Francisco I. Madero, actuel président de la République, tente d'éviter de tenir les promesses qu'il a faites à la nation dans le plan de San Luis restreignant les promesses précitées aux accords de Ciudad Juarez et par le moyen de fausses promesses et de nombreuses intrigues contre la nation annulant, poursuivant, emprisonnant ou tuant les éléments révolutionnaires qui l'ont aidé à occuper le haut poste de président de la République ; 

Attendu que le si souvent nommé Francisco I. Madero a essayé de faire taire par la force brutale des baïonnettes et de noyer dans le sang les pueblos qui demandent, sollicitent ou exigent l'accomplissement des promesses, en les appelant bandits ou rebelles, les condamnant à la guerre d'extermination sans concéder ni octroyer aucune des garanties que prescrivent la raison, la justice et la loi ; attendu également que le président de la République Francisco I. Madero a fait du suffrage effectif une farce sanglante aux dépens du peuple, soit en imposant à la vice-présidence de la République le Lic. José Maria Pino Suarez, ou les gouverneurs d'États désignés par lui comme le soi-disant général Ambrosio Figueroa, bourreau et tyran du peuple de Morelos ; soit en consommant une scandaleuse alliance avec le parti Cientifico, les propriétaires féodaux d'haciendas et les caciques oppresseurs, ennemis de la révolution par lui proclamée, afin de forger de nouvelles chaînes et de suivre le modèle d'une nouvelle dictature plus honteuse et plus terrible que celle de Porfirio Diaz ; car il a été clair et flagrant qu'il a outragé la souveraineté des États, foulant aux pieds les lois sans aucun respect pour les vies et les intérêts comme cela est advenu dans l'État de Morelos et d'autres encore, les conduisant à l'anarchie la plus horrible qu'enregistre l'histoire contemporaine.

De par ces considérations, nous déclarons le susdit Francisco I. Madero inapte à réaliser les promesses de la révolution dont il fut l'instigateur car il a trahi les principes dont il s'est servi pour abuser la volonté du peuple et à l'aide desquels il a pu monter au pouvoir ; incapable de gouverner car il ne respecte ni la loi ni la justice des pueblos ; et traître à la patrie qu'il a mis à feu et à sang en humiliant les Mexicains qui désirent les libertés, afin de plaire aux Cientificos, propriétaires d'haciendas et caciques qui font de nous des esclaves et à partir d'aujourd'hui nous entamons la poursuite de la révolution par lui commencée jusqu'à l'obtention du renversement des pouvoirs dictatoriaux existants.
2. Pour les raisons ci-devant exprimées, le chef de la révolution et président de la République Monsieur Francisco I. Madero n'est plus reconnu comme tel et des efforts sont entrepris pour précipiter le renversement de ce fonctionnaire.
3. L'illustre citoyen général Pascual Orozco, second du Caudillo Don Francisco I. Madero, est reconnu comme chef de la révolution libératrice et au cas où il n'accepterait pas ce poste délicat, le citoyen général Don Emiliano Zapata sera reconnu comme chef de la révolution.
4. La junte révolutionnaire de l'État de Morelos manifeste à la nation par serment formel : Il est fait sien le plan de San Luis avec les additions qui sont exprimées comme suit pour le bénéfice des peuples opprimés et qu'elle se fera le défenseur des principes qu'elle défend jusqu'à la victoire ou la mort.
5. La junte révolutionnaire de l'État de Morelos n'admettra ni transaction ni compromis avant d'avoir obtenu le renversement des éléments dictatoriaux de Porfirio Diaz et de Francisco I. Madero, car la nation est lasse des hommes faux et des traîtres qui font des promesses comme des libérateurs et qui une fois arrivés au pouvoir, les oublient et se constituent en tyrans.
6. La partie additionnelle du plan que nous invoquons consigne par écrit : que les terrains, bois et eaux qu'ont usurpés les propriétaires d'haciendas, les Cientificos ou les caciques, à l'ombre de la justice vénale, seront repris immédiatement par les pueblos ou les citoyens qui possèdent des titres correspondant à ces biens immeubles et à ces propriétés dont ils ont été dépouillés par la mauvaise foi de nos oppresseurs, maintenant à tout prix, les armes à la main, la possession ci-mentionnée, quant aux usurpateurs qui se considéraient comme ayants droit (à ces biens immeubles), ils pourront recourir à des tribunaux spéciaux qui seront établis après triomphe de la révolution.
7. En vertu du fait que l'immense majorité des pueblos et des citoyens mexicains ne sont guère plus maîtres que du terrain qu'ils foulent et qu'ils souffrent les horreurs de la misère sans pouvoir améliorer en rien leur condition sociale ni pouvoir se livrer à l'industrie ou à l'agriculture car les terres sont monopolisées par quelques mains ; pour cette raison les puissants propriétaires de celles-ci seront expropriés après indemnisation préalable d'un tiers de ces monopoles afin que les pueblos et citoyens du Mexique obtiennent des ejidos, des colonias ou des fonds légaux pour créer des pueblos ou des champs pour semer ou pour travailler, et pour que, en tout et pour tous la prospérité et le bien-être des Mexicains soit amélioré.
8. Les biens des propriétaires d'haciendas, des Cientificos ou des caciques qui s'opposeraient directement ou indirectement à ce plan seront nationalisés et les deux tiers de ce qui leur correspond seront destinés aux indemnisations de guerre, pensions pour veuves et orphelins des victimes qui succombent dans la lutte pour le présent plan.
9. Afin d'exécuter les mesures concernant les biens ci-mentionnés, des lois de désamortissement et de nationalisation seront appliquées selon le cas ; en effet celles qui furent mises en vigueur pour les biens ecclésiastiques par l'immortel Juarez peuvent nous servir de modèle et d'exemple ; celle qui châtient les despotes et les conservateurs qui de tout temps ont prétendu nous imposer le joug ignominieux de l'oppression et de la régression.
10. Les chefs militaires qui ont pris les armes à l'appel de don Francisco I. Madero pour défendre le plan de San Luis qui s'opposeraient par la force des armes au présent plan seront jugés traîtres à la cause qu'ils ont défendue et à la patrie car aujourd'hui nombre d'entre eux, afin de complaire aux tyrans et pour une poignée de sous ou par corruption ou subornation, versent le sang de leurs frères qui réclament l'accomplissement des promesses que Don Francisco I. Madero a faites à la nation.
11. Les dépenses de guerre seront prises conformément à l'article 11 du plan de San Luis Potosi et tous les procédés employés dans la révolution que nous entreprenons seront conformes aux instructions mêmes que détermine le plan mentionné.
12. Une fois triomphante la révolution que nous menons sur la voie de la réalité, une junte des principaux chefs révolutionnaires des différents États nommera ou désignera un président intérimaire de la République qui préparera des élections pour l'organisation des pouvoirs fédéraux.
13. Les principaux chefs révolutionnaires de chaque État désigneront en junte, le gouverneur de l'État auquel ils appartiennent et ce haut fonctionnaire organisera des élections afin d'installer dûment les pouvoirs publics et avec comme objet d'éviter des consignes forcées qui causent le malheur des pueblos comme la consigne bien connue d'Ambrosio Figueroa dans l'État de Morelos et d'autres encore, qui condamnent au précipice des conflits sanglants soutenus par le caprice du dictateur Madero et du cercle de Cientificos qui l'ont incité.
14. Si le président Madero et autres éléments dictatoriaux du régime actuel et passé désirent éviter les immenses infortunes qui affligent la patrie et s'ils possèdent de vrais sentiments d'amour envers elle, qu'ils renoncent immédiatement aux postes qu'ils occupent et par là, ils étancheront un peu les graves blessures qu'ils ont ouvertes au sein de la patrie, car s'ils ne le font pas, le sang et l'anathème de nos frères retomberont sur leurs têtes.
15. Mexicains, considérez que la ruse et la mauvaise foi d'un homme versent le sang de manière scandaleuse, car il est incapable de gouverner ; considérez que son système de gouvernement garotte la patrie et méprise, par la force brutale des baïonnettes, nos institutions ; et de même que nous avons empoigné nos armes pour l'élever jusqu'au pouvoir, de même que nous les retournerons contre lui car il a manqué à ses engagements envers le peuple mexicain et il a trahi la révolution par lui commencée, nous ne sommes pas personnalistes, nous sommes partisans des principes et non des hommes.

Peuple mexicain, appuie ce plan les armes à la main et tu feras la prospérité et le bien-être de la patrie.
LIBERTE, JUSTICE et LOI.
Ayala, 25 novembre 1911
Signé : Général en Chef EMILIANO ZAPATA, les généraux Eufemio Zapata, Francisco Mendoza, Jesus Navarro, Otilio E. Montaño, José Trinidad Ruiz, Proculo Capistrán, les colonels Pioquinto Galis, Felipe Vaquero, Cesáreo Burgos, Quintín Vaquero, Pedro Salazar, Simón Rojas, Emigdio Marlolejo, José Campos, Felipe Tijera, Rafael Sanchez, José Pérez, Santiago Aguilar, Margarito Martínez, Feliciano Domínguez, Manuel Vergara, Cruz Salazar, Lauro Sánchez, Amador Salazar, Lorenzo Vázquez, Catarino Perdomo, Jesús Sánchez, Domingo Romero, Zacarías Torres, Bonifacio García, Daniel Andrade, Ponciano Domínguez, Jesús Capistrán, les capitaines Daniel Mantilla, José M. Carrillo, Francisco Alarcón, etc.).
 »

## Sa mort

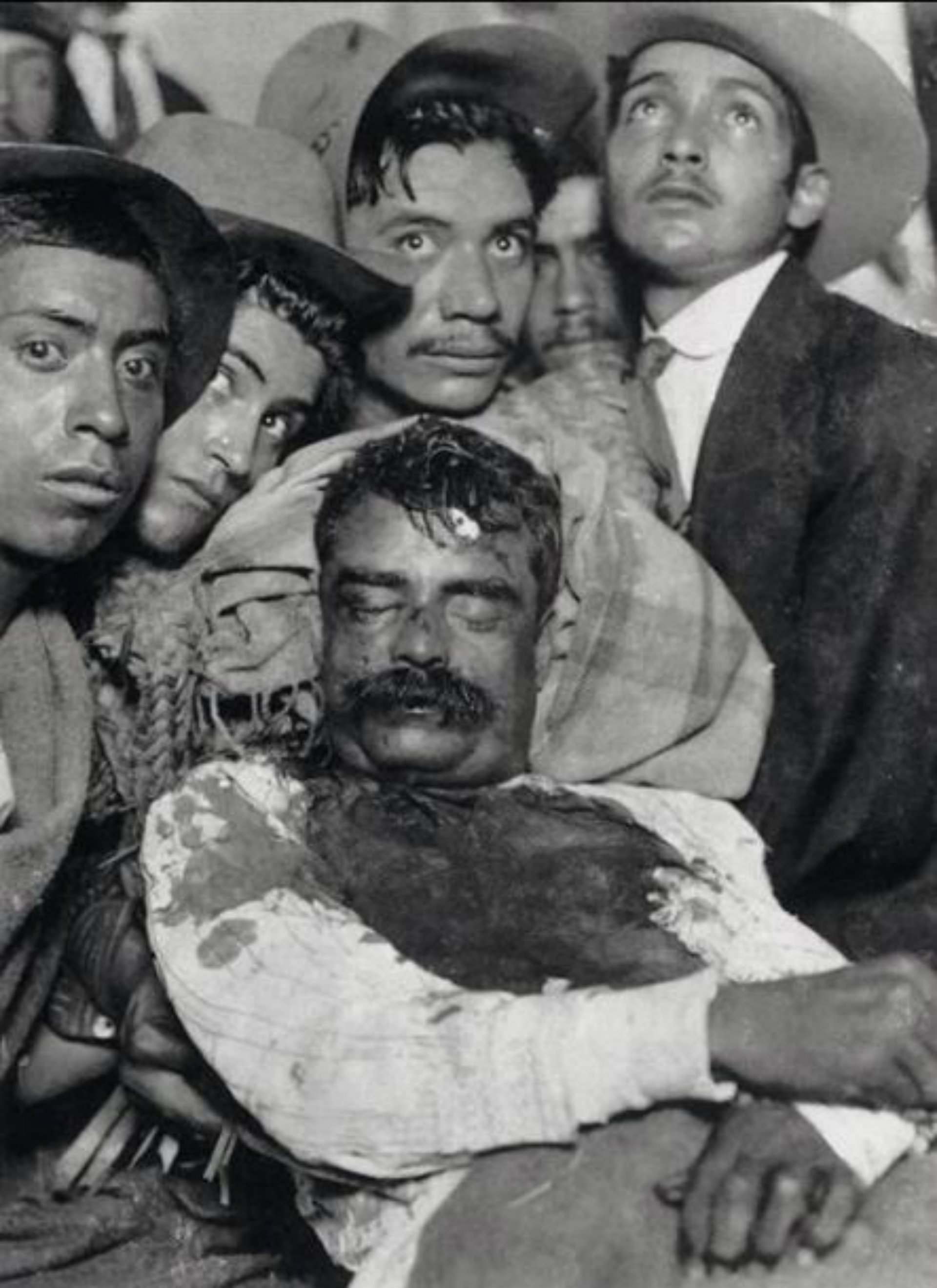
Le cadavre de Zapata est exhibé à Cuautla (Morelos) le 10 avril 1919.

En avril 1919, le colonel Jesús Guajardo (es) complota une embuscade contre Zapata avec son supérieur le général Pablo González Garza (es) (qui a connu aux États-Unis les frères Magón par l'intermédiaire de son cousin germain Antonio I. Villarreal), un proche de Carranza. Pour gagner la confiance de Zapata, il simula de la sympathie pour lui et fit attaquer une colonne de soldats fédéraux (ses propres hommes), en tuant 57. Il obtint ainsi de lui parler de son ralliement, lui promettant des hommes, des fusils et de l'artillerie. Ils prirent rendez-vous à l'hacienda de San Juan Chinameca, Zapata tomba dans le piège : des hommes armés l'y attendaient et il fut abattu à bout portant.
Guajardo, pour avoir mené à bien et de manière satisfaisante la difficile mission qui lui a été confiée, reçut une récompense de 50 000 pesos en monnaies d'or (soit 37,5 kilos d'or fin) et fut nommé général sur ordre personnel de Venustiano Carranza.
Le samedi suivant son assassinat, au cimetière de Cuautla, Zapata fut enterré très profondément pour que ses partisans n'emportent pas sa dépouille. Sa tombe porte le numéro 23. On peut y lire :
| « Al hombre representativo de la revolución popular al apóstol del agrarismo, al vidente que jamás abandonó la fé al inmortal EMILIANO ZAPATA dedican este homenaje sus compañeros de lucha. » |  | « À l'homme représentatif de la révolution populaire À l'apôtre de l'agrarisme, au visionnaire qui jamais ne perdit la foi À l'immortel EMILIANO ZAPATA rendent cet hommage ses compagnons de lutte. » |

## Postérité
Ses compagnons le décrivirent ainsi : la restitution des terres prises par les hacendados à son village natal, San Miguel Anenecuilco, au Morelos, fut le principal objectif de sa rébellion. Zapata ne cherchait pas à imposer des idéaux abstraits tels que la liberté ou la démocratie. Il voulait simplement que les hacendados restituent les terres dont les villages avaient des titres de propriété expédiés au temps de la Colonie espagnole.
Cependant sur la base du plan d’Ayala rédigé par l'un de ses conseillers (Zapata était illettré), le général Otilio Montaño Sánchez (es), on l'identifia comme un précurseur de la réforme agraire au Mexique. Un siècle plus tôt, en 1815, José Gervasio Artigas avait promulgué en Uruguay une des premières, sinon la première réforme agraire dans les anciennes colonies espagnoles des Amériques.
En tant qu'homme, il aima les femmes, le jeu de cartes, les coqs de combat, la cuisine française, le cognac et les cigares. Il était aussi grand connaisseur des chevaux.
Zapata ne laissa aucun écrit. Il ne sortit de l'État de Morelos qu'en de rares occasions et on pense qu'il ne vit jamais les océans qui bordent le Mexique. Bien que général, Emiliano Zapata, contrairement à Francisco Villa, ne porta jamais l'uniforme de l'armée fédérale. Il avait pour maxime : « Es mejor morir de pie que vivir toda una vida arrodillado. » (« Mieux vaut mourir debout que vivre toute une vie à genoux. »)
Après sa mort, l'Armée de libération du Sud se divisa en plusieurs factions dont les cinq plus importantes élurent plus tard le successeur de Zapata, leurs chefs se querellant dans d'inextricables intrigues, causant la mort de plusieurs d'entre eux le général Francisco Estrada, Antonio Silva, Antonio Barona disparaissant définitivement après que la rébellion d'Obregon eut déposé et fait assassiner Carranza qui fuyait Mexico pour Veracruz. Le successeur de Zapata fut Gildardo Magaña Cerda (es), aidé par l'avocat Antonio Díaz Soto y Gama, qui avait rejoint Zapata en avril 1914 et fut aussi son délégué à la Convention d'Aguascalientes. En 1920 bien que sa valeur militaire fût insignifiante, le zapatisme représentait par son seul nom un gros enjeu politique et tout aspirant à la présidence chercha à le mettre de son côté. Le chef rebelle Manuel Peláez (es) qui alors « régnait » sur les zones pétrolifères de Tampico avait besoin d'alliés dans d'autres régions et fit vainement aux chefs zapatistes des offres formidables en termes d'aides financières, promettant de leur donner tout l'argent dont ils avaient besoin.
Zapata, comme ses troupes dont les soldats arboraient des médailles bénites sur leurs chapeaux, était aussi un fervent catholique. Il avait pour bannière une image de Notre-Dame de Guadalupe, protégea les prêtres qui fuyaient l'armée constitutionnaliste de Carranza dans sa progression vers le sud et Veracruz, et donna asile dans le Morelos à Monseigneur Manuel Fulcheri y Pietrasanta. Quand Zapata et l'Armée du Sud entrèrent à Mexico précédés des images de la Vierge de Guadalupe, les cloches des églises sonnèrent en leur honneur. Dans les territoires qu'il contrôlait il fit partout respecter les croyants et les églises.
Cependant, le nom de Zapata fut utilisé tout au long du XXe siècle par tous les présidents successifs, il servit et sert encore d'alibi aux politiques et aux factieux pour tromper nombre de paysans qui espéraient à leur tour devenir des propriétaires et aujourd'hui encore il est utilisé pour le meilleur et le pire, quoique les nouvelles générations qui vivent en ville ne le connaissent pas ou peu, certains ignorant même complètement son existence à plus d'un siècle de sa disparition.

## Dans les arts et la culture populaire

### Filmographie

#### Cinéma
- 1933 : Le compère Mendoza / El compadre Mendoza (en)[59], film mexicain de Fernando de Fuentes mettant en vedette Alfredo del Diestro dans le rôle de Rosalio Mendoza, hacendado de la région de Zapata, Carmen Guerrero dans le rôle de sa jeune épouse Dolores, et Antonio R. Frausto dans le rôle du général zapatiste Felipe Nieto. Ce général noue des liens très étroits avec Mendoza, son épouse et leur jeune fils, dont il devient le parrain adoré. Même si dans le scénario le rôle est présenté comme étant celui d'un simple général zapatiste, le personnage mis en scène et son destin tragique évoquent pour le spectateur d'aujourd'hui Zapata lui-même. Le film est présenté en France par la Cinémathèque française dans sa programmation Mélodrames mexicains d'avril-mai 2011.
- 1952 : Viva Zapata !, film américain d'Elia Kazan mettant en vedette Marlon Brando dans le rôle de Zapata. L'écrivain John Steinbeck en écrivit le scénario.
- 1970 : Emiliano Zapata, film mexicain de Felipe Cazals.
- 1982 : Les Cloches rouges, 1re partie : le Mexique en flammes de Sergueï Bondartchouk, joué par Jorge Luke.
- 1992 : Zapata mort ou vif, documentaire réalisé au Mexique par Patrick Le Gall, à partir de témoignages de survivants et d'historiens, et d'images d'archives.
- 2004 : Zapata, El Sueño del Héroe, film mexicain de Alfonso Arau mettant en vedette Alejandro Fernández.

### Toponymie
De nombreuses toponymes mexicains portent son nom ; par exemple : 
- Emiliano Zapata (912 habitants en 2007), localité de la commune (municipio) de Cosautlán de Carbajal, dans l'État mexicain de Veracruz.
- Emiliano Zapata Salazar (24 habitants), petite localité du municipio de Jáltipan.
- Emiliano Zapata (69 064 habitants selon le recensement de 2005), précédemment nommé San Francisco Zacualpan et San Vicente Zacualpan, municipio rassemblant les localités de Tres de Mayo, Tezoyca, Tepetzingo, Tetecalita, dans l'État de Morelos.

Des odonymes rappellent également son nom et/ou ses dates de naissance ou de décès ; par exemple :
- (Calle) 8 de Agosto de 1879[60], à Cuautitlán, dans l'État de Mexico.

### Monuments
Des stèles ou monuments ont été érigés, y compris hors du Mexique ; par exemple :
- Une stèle commémorative Place Emiliano-Zapata a été inaugurée le mardi 11 octobre 2011 à Hussein-Dey, à Alger en Algérie.

### Numismatique
- Face au manque de numéraire pour les transactions quotidiennes et surtout à la thésaurisation des monnaies d'argent émises par le gouvernement par la population, Zapata fit émettre de nombreuses monnaies dans les zones qu'il contrôlait, les monnaies en argent furent particulièrement appréciées car ayant une valeur intrinsèque, contrairement au papier monnaie émis par d'autres révolutionnaires ou factions locales.
- Il figure en compagnie de Madero, Venustiano Carranza et Villa sur les monnaies de 200 pesos émises en 1985 (à 98 590 000 exemplaires)[61].
- Un billet de banque (10 pesos) à son effigie fut émis à partir du 3 octobre 1994. Ce billet ne circule plus[62].
- Son effigie figure sur les nouvelles pièces de 5 pesos de circulation courante émises en 2009 commémorant le 100e anniversaire de la Révolution de 1910, ces pièces sont toujours en circulation.

### Tourisme
Un circuit touristique dit Ruta de Zapata permet de visiter : les ruines de sa maison natale, l'ancienne gare de Cuautla qui lui servit de caserne, les ruines de l'hacienda où il périt, la tombe où il est inhumé.

### Témoignages, essais et documents
- Antonio Díaz Soto y Gama, Cómo era Zapata, El Universal, 1943.
- Pedro González Blanco, De Porfirio Díaz a Carranza, Imprenta Helénica, 283 pages, 1916, Madrid.
- INEHRM (gouvernemental), Las comisiones agrarias del Sur, Éd. Librairie Manuel Porrúa, 1961, Mexico, 196 p.
- Jesus Silva Herzog, La révolution mexicaine, FM/petite collection Maspero  (ISBN 2-7071-0191-5).
- Américo Nunes, Les révolutions du Mexique, Paris, Flammarion, 1975 ; réédition augmentée, Ab irato, 2009  (ISBN 978-2-911917-54-7).
- Gildardo Magaña, Emiliano Zapata y el agrarismo en Mexico, trois tomes 1934, 1937 et 1946, Mexico.
- Miguel R. Delgado, El testamento político de Otilio Montaño, 1920, Mexico.
- Armando de María y Campos, Reto de Zapata al Constitucionalismo, ABC (revista) 1953.
- Daniel R. Trujillo, « Memorias revolucionarias de un suriano zapatisa », El legionario, marzo 15 de 1950.

### Ouvrages académiques
- Friedrich Katz, La guerra secreta en Mexico, ERA Ediciones, 1982, Mexico.
- Juan de Dios Bojorquez, Forjadores de la Revolución mexicana, INEHRM, 72 pages, 1960, Mexico.
- Fernando Orozco Linares, Porfirio Diaz y su Tiempo, Panorama Editorial, Mexico juin 1986.
- André Castelot, Le calendrier de l'Histoire, librairie académique, Perrin, Paris, 1970  (ISBN 2-7242-2362-4).
- Ricardo Flores Magón, Antología, Universidad autonoma de Mexico, 1993, Mexico (Tierra y libertad), 144 p.
- (es) Enrique Krauze, Biografia del poder : Caudillos de la Revolucion mexicana, TusQuets Editores, coll. « Coleccion andanzas », 1997.
- (es) Enrique Krauze, Emiliano Zapata. El amor a la tierra, vol. 3 de Biografia del poder, Mexico, Fondo de Cultura Económica, 1987.
- Renata Ravelo Lecuona, La revolución zapatista de Guerrero, Universidad autonoma de Guerrero, Chilpancingo.
- Luis Pazos, Historia sinóptica de Mexico de los Olmecas a Salinas, Editorial Diana S.A de C.V-Mexico  (ISBN 9-6813-2560-5).
- T.V. Buttrey & Clyde Hubbard, A guide book of mexican coins, Thomas Michael Editor, Krause publications, Iola WI Library of congress cat. cart no 76-49264  (ISBN 0-8734-1193-5).
- Ulloa Berta, La encrucijada de 1915, tome 5, de la Historia de la Revolución mexicana, 1979, Colegio de Mexico.
- Chevalier François, La formation des grands domaines au Mexique, terre et société aux XVIe et XVIIe siècles Paris, Institut d'ethnologie, 1952, 480 p.
- Miranda José, El tributo indígena en la Nueva España durante e siglo XVI, El colegio de Mexico, Mexico, 1950.
- Luis González y González, El indigenismo de Maximiliano, I.F.A.L., Mexico, 1965.
- Joaquín Nava Moreno, Datos sobre la vida militante del Ejécito Libertador de Sur del general de division Heliodoro Castillo Castro, Universidad autonoma de Guerrero.
- Moisés Ochoa Campos, La reforma municipal, historia municipal de Mexico, Mexico 1955.
- Octavio Magaña Cerda, « Historia documental de la Revolución », paru dans El Universal de mai à décembre 1950.
- Mario Gill, « Zapata, su pueblo y sus hijos », Historia mexicana, vol. 2, 1952, Mexico
- (en) Frank McLynn, Villa and Zapata. A Biography of the Mexican Revolution, Pimlico, 2001.
- Declaraciones de Emiliano Zapata a 'El Pais' junio 21 de 1911.
- (en) Charles C. Cumberland, Mexican Revolution : the Constitutionnalist Years, vol. 2, University of Texas Press, 1972.
- (en) Friedrich Katz, The Life and Times of Pancho Villa, Stanford University Press, 1998.
- John Womack (trad. Frédéric Illouz), Emiliano Zapata, La Découverte, 1997.
- John Womack, Emiliano Zapata, La découverte, 2008, 560 p. (ISBN 978-2-7071-5492-7 et 2-7071-5492-X).